# Puma (motocicleta)

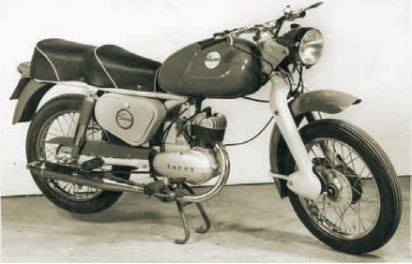
Moto Puma. Cuarta Serie

Puma, pumita, pumarola o pumasaki son las denominaciones por las que se conoce a una motocicleta creada en Argentina en 1952. Se convirtió en un emblema cordobés y en un signo de la industrialización del plan quinquenal del país. Realizada íntegramente por obreros argentinos y con planes muy accesibles de obtención, logró rápidamente popularidad entre las clases obreras. Su simple diseño e ingeniería mecánica hicieron de esta motocicleta un símbolo de esplendor de aquellos días. Se presentaron cinco series, aunque la tercera tan solo se quedó en un prototipo.

## Historia
Dentro del plan de desarrollo de la industria automotriz, el 15 de junio de 1952 en la Gerencia Técnica de las Industrias Aeronáuticas y Mecánicas del Estado (ente estatal y conglomerado de fábricas autárquico de la República Argentina creado en el '51 para promover la fabricación de aeronaves y automóviles) se comenzó el estudio de una motocicleta de baja cilindrada y bajo precio para cubrir la demanda de sectores de pocos recursos económicos. Tomándose como modelo una moto Guericke con motor Sachs de 98 cc de origen alemán, que le fuera obsequiada al presidente Perón por la UES (Unión de Estudiantes Secundarios), se hicieron 20 motos para determinar las tolerancias de diseño y se entregaron a operarios que habían intervenido en su construcción para que las probaran.

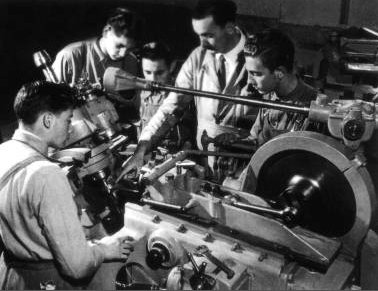
El IAME fue creado para promover la fabricación de aeronaves y automóviles en 1951.

Esa preserie fue pintada de verde claro y de beige en lugar del negro característico de las motos de la época. Finalmente, en la producción se optó por el conocido esquema de cuadro negro con tanque gris. El ingeniero Fernando Ariel Martín fue quien dirigió esta primera parte del desarrollo.
Esto se hizo en unas barracas TIC, pequeños galpones de los que utilizaron los estadounidenses durante la guerra para establecer sus campamentos avanzados y que Aeronáutica había comprado a muy bajo precio. En cuanto a la Fábrica definitiva, creada por Decreto 9170 del 27 de mayo de 1953, fue dirigida por el Capitán Juan José Tasso y no estaba en los límites del I.A.M.E., sino a unos dos kilómetros de allí sobre el camino a Villa Carlos Paz, provincia de Córdoba (Argentina), en los edificios que habían alojado al primer batallón de paracaidistas cuando estos pertenecían a Aeronáutica.

## Características técnicas
La primera moto tenía 2.309 piezas, un motor Sachs de dos tiempos, 98 cc, dos velocidades (con palanca al tanque), arranque con pedales duales tipo bicicleta, freno trasero contrapedal y delantero con patines expandibles y cinta, rodado 26", con suspensión delantera y cuadro trasero rígido.
La producción superó las 10 000 unidades y contando las series posteriores, hasta 1966, I.A.M.E. (Industrias Aeronáuticas y Mecánicas del Estado) y DINFIA (nombre que le fue dado al I.A.M.E. luego de 1956), llegó a construir más de 100.000 motos.
Se inició la producción a un promedio de 400 motos mensuales que se vendían a 6500 pesos moneda nacional (contra los 9500 que costaba una moto similar importada), lo que explica el crecimiento explosivo de la demanda, que pronto no fue cubierta solamente por la industria dirigida por José Ignacio San Martín, sino que alentó la aparición de numerosas fábricas privadas que, en general, comenzaron como proveedoras de motopartes.
Las firmas Televel y Sequenza (Bromberg) eran proveedores de I.A.M.E. de los motores de 98 cc bajo especificaciones de éste, pero en realidad eran prácticamente, con muy pocas modificaciones, motores Sachs.
No se sabe exactamente cuántos motores de cada serie proveyó cada uno, pero sí una circunstancia muy interesante que permitió el enorme desarrollo de la industria nacional de la motocicleta. El ingeniero Careta, copropietario de la firma Televel junto a Calderoni, viajó a Alemania y adquirió la licencia de Fichtel & Sachs, con lo que utilizando el herramental desarrollado para las Industrias Aeronáuticas y Mecánicas del Estado pudo aumentar su producción y vender en el mercado el excedente con su propia marca, optimizando así su gestión, pero los vendió con tan pequeño margen, que fijó su precio a valores que hicieron dificultoso el nacimiento de la competencia pero sí la posibilidad del crecimiento del mercado.
Televel se transformó así prácticamente en el proveedor de todas las fábricas de motos que surgieron por esos años en Argentina. La producción principal de Sequenza eran las máquinas de coser marca Bromberg que eran fabricadas en la planta de Jeppener, partido de Brandsen, provincia de Buenos Aires, que fuera luego sede de la fábrica Citroën.
La tarea de producir los cuadros de las motos era técnicamente bastante simple y de compromiso económico no muy elevado, lo que unido a la posibilidad de obtener motores de buena calidad y a precio razonable, hizo posible el surgimiento de gran cantidad de fábricas en todo el país, con un rápido crecimiento del uso de la moto, que permitió que se motorizara rápidamente un vasto sector de la comunidad que jamás había tenido un vehículo.

## Contexto histórico

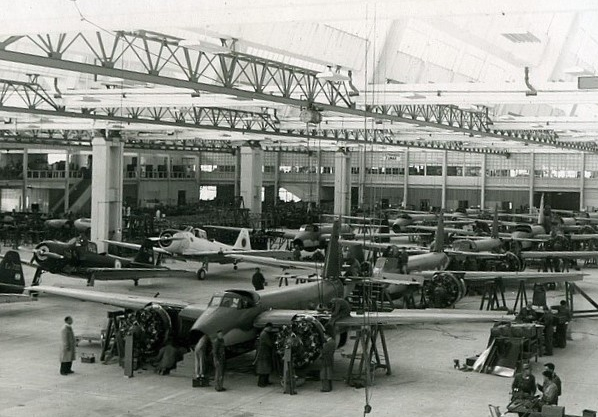
Fábrica Militar de Aviones, Córdoba, 1950.

Desde mediados de la década de 1930 en Argentina se había iniciado un amplio proceso de industrialización, básicamente con eje en Buenos Aires y las industrias textil y de la alimentación. Para mediados de la década de 1940 el sector industrial comenzó a expandirse hacia la industria metal-mecánica, de la mano de grandes emprendimientos siderúrgicos, como Altos Hornos Zapla y el desarrollo de centrales de energía hidroeléctrica, como las que se instalaron en Córdoba, desde la gobernación de Amadeo Sabattini.
En ese contexto, en la década de 1950, precisamente en la Ciudad de Córdoba, comenzaron a instalarse grandes fábricas metal-mecánicas, para la producción de motores, automotores, locomotoras y aviones. Entre ellas se encuentran la fábrica Fiat (1955), IKA (Industrias Kaiser Argentina- 1955) y la transformación de la Fábrica Militar de Aviones en IAME (Industrias Aeronáuticas y Mecánicas del Estado) y luego en DINFIA (Dirección Nacional de Fabricaciones e Investigaciones Aeronáuticas).
La transformación económica de Córdoba impactó fuertemente en la composición demográfica de la ciudad y a partir de ese momento, se convirtió en uno de los principales centros industriales del país.
A comienzos de la década de 1950, era evidente que la industria argentina, desarrollada sobre la base de la sustitución de importaciones, tenía serios problemas en el sector de la industria pesada, en particular la producción de automotores. Mientras que en 1950 se habían importado solo 3000 automotores, en 1951 la cantidad saltó 20.000.[cita requerida] Ante la situación, el presidente Juan Domingo Perón se reunió con representantes de industrias automotrices extranjeras, expresándoles el interés del país en contar fábricas de producción de automóviles. Los empresarios, sin embargo, consideraron que la Argentina no estaba todavía preparada para ello y que era conveniente seguir importando elementos para proceder a su armado en el país, y tal vez pensar en la fabricación nacional de algunas piezas.
La iniciativa de instalar un polo automotriz en Córdoba provino del entonces Ministro de Aeronáutica, el Brigadier Juan Ignacio San Martín, quien se había desempeñado como gobernador de Córdoba de 1949 a 1951, y había profundizado las políticas industrialistas que esa provincia venía impulsando desde mediados de la década de 1930. Ante el fracaso de la posibilidad de radicar empresas automotrices internacionales, el Brigadier San Martín le propuso al presidente Perón:

Señor, si usted me permite, yo le voy a fabricar automóviles en el país.

A raíz de ello se creó primero en Córdoba la Fábrica de Motores y Automotores, luego llamada de Automóviles, hasta que nace IAME, sobre la base de todos los bienes hasta entonces afectados al Instituto Aerotécnico de Córdoba. Sus fábricas eran diez: de aviones, de motores de aviación, de motores de reacción, de instrumentos y equipos, de paracaídas, de hélices y accesorios, de máquinas y herramientas, de automóviles, de tractores y de motocicletas.
El conglomerado adoptó la forma jurídica de empresa autárquica, con un Directorio, una Administración General y las Administraciones de Fábricas. El primer Directorio fue presidido por el citado Brigadier Mayor Juan Ignacio San Martín. Los fondos provenían de un préstamo otorgado por el Banco Industrial de la República Argentina de $53.000.000, con garantía del Estado. El I.A.M.E., tenía 12.000 personas en actividad en aquella época.
Entre las aeronaves producidas se encontraban el Pulqui II, definida como caza defensivo de propulsión a reacción que tuvo su primer vuelo el 17 de junio de 1950. Alcanzaba una velocidad de 1040 km/h, con un techo de 15.100 m, se fabricaron cinco prototipos. Surgieron luego en la historia del I.A.M.E. aviones como el Huanquero, Pandora, Constancia, Mentor, Querandí, Ranquel, Morane Saulnier, Guaraní II, Tehuelche, Urubú, Mamboretá, Pucará, Pampa, Cessna 150, Cessna 182 y Cessna 188.
La lista de los automotores fabricados es la siguiente: Sedan Institec, Rural Institec, Camioncito Institec, Rural Gauchita, Rastrojero Willys, Gran Sport sin capota, Furgoncito Institec, Rastrojero Diésel, Sedan Graciela, Automóvil Sport 1954 con capota desmontable, Sport V8, Automóvil Sedan GW, Sport 1955 capota fija, Sport 1955, Gran Sport V8, Cupe Gran Sport, Rural R63, Pick Up Cabure, Taxi T63, Chata acoplado y Ómnibus Saviem.
Los tractores fueron el Pampa y el Fiat, la moto Puma se fabricó en 100, 125 y 200 cm³ de cilindrada, en varias series, y también I.A.M.E. incursionó en la motonáutica, con lanchas de carrera, de turismo, de pesca, un bote portátil, el velero escuela Tero, una canoa canadiense y el motor fuera de borda Surubí.
La etapa del I.A.M.E. tiene un gran éxito, que se ve detenido con el derrocamiento en 1955 del gobierno constitucional del General Perón a manos de la dictadura llamada Revolución Libertadora. José Ignacio San Martín es desplazado de su cargo por el nuevo gobierno, y se muda a los Estados Unidos, donde fallece en 1966.

## Modelos

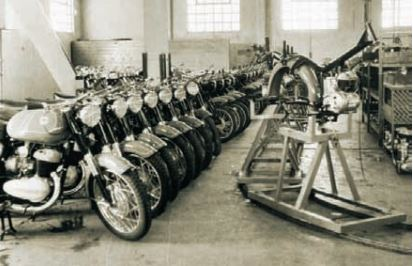
Ensamblaje de Pumas en la tienda

### Primera serie
Con una cilindrada de 98cc, 2 velocidades, y su característica inconfundible, la palanca de cambios en el tanque, arranque con pedales duales tipo bicicleta, freno trasero contrapedal y delantero con patines expansibles y cintas. Poseía solo un asiento individual y sin lugar para el acompañante. Contaba con una caja de herramientas en la parte inferior del asiento y para parar el motor tenía un descompresor.
|                | 1952 | 1953 | 1954  | 1955  | 1956  | Total  |
| -------------- | ---- | ---- | ----- | ----- | ----- | ------ |
|                |      |      |       |       |       |        |
| 1.ª Serie 98cc | 20   | 229  | 2.627 | 5.673 | 1.507 | 10.056 |

### Segunda serie
Con una cilindrada de 98cc se empezó a fabricar en 1956, para esta época la palanca de cambios ya se encontraba como pedalera, y el freno trasero era a varilla, las cubiertas cambiaron de 26x2.00 a 26x2.25 en esta serie, dentro de esta misma serie hubo modificaciones triviales, como es el caso del descompresor que fue remplazado por un botón de apagado que se encontraba debajo del farol en la misma línea del velocímetro, que también fue añadido en este modelo. Se puede notar grandes cambios con respecto a la articulación del cuadro y suspensiones entre esta serie y la primera.
|                | 1956  | 1957   | 1958  | 1959   | 1960   | 1961  | 1962  | 1963 | Total  |
| -------------- | ----- | ------ | ----- | ------ | ------ | ----- | ----- | ---- | ------ |
|                |       |        |       |        |        |       |       |      |        |
| 2.ª Serie 98cc | 2.637 | 12.352 | 9.006 | 11.694 | 13.577 | 5.828 | 1.294 | 540  | 56.928 |

### Tercera serie
Se salteó su producción por cuestiones internas de la fábrica, quedó en fase de prototipo.

### Cuarta serie
Nació en el año 1959, al igual que la segunda se diferencian modelos entre la misma serie, la primera camada venía con motor de 98cc aunque ya con 3 velocidades, y luego ya empezó a fabricarse con motores de 125cc. A diferencia de las series anteriores, contaba con un rodado 16". La horquilla no contaba con suspensión telescópica pero poseía un par de bielas en forma contrapuesta a la línea de las astas de la horquilla haciendo que su andar fuera más suave. Contaban con asiento para dos personas unificado.
|                 | 1959 | 1960  | 1961  | 1962  | 1963  | 1964  | 1965  | 1966  | Total  |
| --------------- | ---- | ----- | ----- | ----- | ----- | ----- | ----- | ----- | ------ |
|                 |      |       |       |       |       |       |       |       |        |
| 4.ª Serie 98cc  | 149  | 2.302 | 6.051 | 2.819 | 11    |       |       |       | 11.332 |
| 4.ª Serie 125cc |      |       |       | 5.645 | 6.236 | 6.701 | 5.641 | 1.200 | 25.423 |

### Quinta serie
En el año 1963 debido al comienzo de las privatizaciones y caída de los logros alcanzados por Juan Domingo Perón no tuvo tiempo de ser producida en serie, sólo salieron de la fábrica muy pocas unidades, contaba con un rodado de 18" y un motor de 200 cc.
|                 | 1963 | 1964 | 1965 | 1966 | Total |
| --------------- | ---- | ---- | ---- | ---- | ----- |
|                 |      |      |      |      |       |
| 5.ª Serie 200cc | 99   | 745  | 530  | 562  | 1.936 |